# Pwd
Příkaz unixových systémů pwd (anglická zkratka z print working directory, neboli vypiš pracovní adresář) je používán na zjištění jména aktuálního adresáře v prostředí textového rozhraní. Pokud není aktuální adresář zobrazován přímo používaným shellem, může uživatel pomocí tohoto příkazu zjistit svoji aktuální pozici v adresářovém stromě. Nejčastěji se s tímto příkazem uživatel setká v UN*Xových operačních systémech, kde je i vyžadován normou The Single UNIX Specification, ale může se vyskytovat i jinde.
Některé Unixové shelly, například sh a bash, mají tento příkaz zabudovaný přímo v sobě. Lze jej také snadno implementovat pomocí
POSIXových funkcí jazyka C, getcwd a/nebo getwd().
Na jiných systémech existují příkazy s podobnou funkcí, ale jinak pojmenované. Například v standardním shellu systémů založených na DOSu je používám příkaz cd bez parametrů. V systému OpenVMS slouží k podobnému účelu příkaz show default.

## Příklad
```
 $ 
pwd

 /home/bfu

```